# Federação Portuguesa de Ténis de Mesa
Die Federação Portuguesa de Ténis de Mesa (FPTM) ist der Dachverband für Tischtennis in Portugal. Die FPTM hat ihren Sitz in der Rua Padre Luís Aparício Nummer 9, in Coração de Jesus, einer Innenstadtgemeinde der Hauptstadt Lissabon.
Die FPTM gehört u. a. der Internationalen Tischtennis-Föderation ITTF, dem Europäischen Tischtennisverband ETTU, dem Dachverband Confederação do Desporto de Portugal und dem Comité Olímpico de Portugal, dem Nationalen Olympischen Komitee Portugals an.
Sie richtete die Tischtennis-Europameisterschaft 2014 aus.

## Geschichte

### Vorgeschichte
Tischtennis war in Portugal anfangs als Ping Pong bekannt und wurde in Freizeitvereinen, auf Schulhöfen oder auf Freizeitanlagen beispielsweise an Stränden gespielt. In den Sport- und Freizeitvereinen im Großraum Lissabon erlangte das Spiel schnell einige Beliebtheit, insbesondere in Cascais und Carnide. Auch der Strand von Praia das Maçãs bei Sintra war ein Schauplatz angeregten Tischtennisspiels, insbesondere in den Sommerferien.
Das erste vermerkte Tischtennisturnier in Portugal war 1927/28 der Pokalwettbewerb Taça Gustavo Moreira. Eines der ersten dokumentierten einzelnen Tischtennisspiele war die Begegnung am 29. Januar 1928, als Tischtennisspieler für Benfica Lissabon gegen eine Auswahl von Naturwissenschaftsstudenten antraten und 14:2 unterlagen. Einer der Zuschauer war Henrique Pinto, der später erster Präsident des Portugiesischen Badmintonverbandes wurde. Pinto hatte Tischtennis von seinem Jugendfreund Lomelino erlernt, welcher später in Brasilien an der Verbreitung des Tischtennis maßgeblich beteiligt war. Im Dezember 1929 gewann Pinto für seinen Klub Grupo Desportivo „Os Treze“ dann alle Spiele im Pokalturnier Taça Simões-Lado. Der Klub trat danach in einer Reihe Städte an, darunter Vila Franca de Xira, und insbesondere in Porto. Dort trieb der portugiesische Ableger des CVJM (Associação Cristã da Mocidade, unter der Leitung von Portugal da Mata) die neue Sportart im Norden Portugals voran, und es gründete sich am 18. Februar 1929 mit der Associação do Porto ein regionaler Tischtennisverband. Dies war der erste Tischtennisverband und damit die erste Tischtennisorganisation in Portugal.
Waren die Schläger bisher aus Holz mit einem Überzug aus Kork, Schmirgelpapier oder Billardtischbezug, so erhöhte sich die Attraktivität des Sports erheblich durch das Aufkommen von Gummibelägen, dem Picot anglais, die variantenreichere und somit spektakulärere Spielzüge ermöglichten. Einige der zuvor erfolgreichen Spieler konnten mit der neuen Spielweise nicht mithalten, während andere sich gut darauf einzustellen vermochten. So gewann der bereits zuvor bekannte Joaquim Cardozo in der Spielzeit 1932/33 mit dem neuartigen Gummibezug die Einzelmeisterschaft Lissabons (Campeão Individual de Lisboa) für seinen Verein Benfica Lissabon, ohne ein Spiel gegen seine 26 Mitbewerber verloren zu haben.
Am 16. Februar 1932 wurde der Lissabonner Tischtennisverband Associação de Ping Pong de Lisboa gegründet, durch die acht Vereine Ateneu Comercial de Lisboa, Carnide Clube, Grupo Desportivo „Os Treze“, Grupo Sportivo Adicense, Lisboa Ginásio Clube, Maria Pia Sport Clube, Sport Lisboa e Benfica und Sporting Clube de Portugal. Henrique Pinto wirkte als Mitglied der Regelkommission des Verbands (Comissão dos Regulamentos Técnicos da Associação de Ping Pong de Lisboa) bei der Strukturierung des Tischtennis in Lissabon mit. Er führte mit dem ersten Doppel-Turnier, damals Doubles genannt, auch die Variante der Doppel-Spiele im portugiesischen Tischtennis ein.
Vom 6. bis zum 12. Juli 1935 war die Tischtennismannschaft Benfica Lissabons auf Madeira, wo sie die vier Begegnungen in Funchal gewinnen konnten.
Henrique Pinto war inzwischen nicht nur eine Instanz bezüglich des Tischtennisregelwerks in Portugal, sondern auch der wichtigste Schiedsrichter im Land und leitete nicht nur die Finals des Pokals Taça Fundação und der Lissabonner Regionalmeisterschaften (Campeonato de Lisboa), sondern auch die ersten internationalen Tischtennisbegegnungen in Portugal, so am 7. Dezember 1935 den Sieg Benficas gegen eine gemischte Madrider Auswahl (8:1) und am 8. Dezember 1935 den Sieg einer gemischten Lissabonner Auswahl gegen die gleiche spanische Mannschaft (7:2).
Der erste Wettkampf zwischen Lissabon und Porto fand am 15. Juli 1939 im Palácio de Cristal in Porto statt. In den Kategorien Jugendliche, Gemischtes Doppel und Damen fanden zunächst Eröffnungsspiele statt, bevor die Auswahlen der Herren Lissabons und Portos aufeinander trafen. Am Ende eines vor großer Zuschauerkulisse ausgetragenen Turniers trug Lissabon den Sieg mit 4:3 davon.
Der erfolgreichste Tischtennisverein war zu der Zeit der Lissabonner Académico Sport Clube, bevor er 1937/38 nach finanziellen Schwierigkeiten aufgeben musste. Danach waren Benfica, Sporting, Carnide, Belenenses und der Lisboa Ginásio Clube von Bedeutung, ebenfalls aus Lissabon, die die meisten Spieler des aufgelösten Académico aufnahmen.

### Seit Gründung
Am 27. Oktober 1944 gründete sich in Lissabon der portugiesische Tischtennisverband FPTM. 1945 fand die erste Landesmeisterschaft, der Campeonato Nacional statt. Benfica Lissabon gewann im Finale am 4. Juli 1945 gegen den nordportugiesischen Klub Académico do Porto am Ende mit 5:3. 1947 wurde der FPTM Mitglied im Weltverband ITTF. In der folgenden Periode bis zur Nelkenrevolution 1974 wurde das Tischtennis in Portugal völlig von Lissabonner Vereinen dominiert, insbesondere durch die Rivalen Benfica und Sporting. Von allen 156 ausgespielten Landestiteln der verschiedenen Kategorien gingen 136 an Lissabonner Klubs, davon 51 an Benfica und 31 an Sporting. Zwölf gingen nach Porto, fünf nach Coimbra, zwei nach Santarém und einer nach Leiria. Bei den Frauen waren es sogar zwei einzelne Spielerinnen, die das Geschehen dominierten. So gewann Marília Santamarina (Sporting) 14 Einzel- und Doppelmeisterschaften Portugals, während Manuela de Jesus (Benfica) zehn Mal den Titel holte, darunter 1951 die erste Einzelmeisterschaft der Damen in Portugal. 1947 hatte Afonso Gago da Silva die erste Landesmeisterschaft im Einzel der Herren gewonnen.
Nach der Nelkenrevolution am 25. April 1974 durchlief der Verband eine Demokratisierung, und auch die Machtverhältnisse im Tischtennis Portugals begannen sich langsam zu ändern. Zwischen 1976 und 1999 war es nun Sporting Lissabon, das mit 35 der 240 vergebenen Titel die meisten Gewinne registrierte. Doch auch andere Vereine gewannen an Spielstärke, und es gelang keinem Klub mehr, in allen Kategorien gleichzeitig Meister zu werden, wie es häufig zuvor geschehen war. Insgesamt waren es nun 50 Vereine, denen Titelgewinne zwischen 1976 und 1999 gelangen, gegen die 38 in den Jahren 1945 bis 1975. Vier Mal hintereinander war es beispielsweise dem Palmeiras Lisboa Clube gelungen, die Herrenmeisterschaft zu gewinnen, und zweimal in Folge gewann sie der CF Estrela Amadora. Mit der Gründung des Regionalverbands von Madeira, der Associação de Ténis de Mesa da Madeira, am 10. März 1988 zeigte zudem Madeira ein erstarktes Tischtennis an, und Vereine von der Insel gewannen 38 der 240 Landestitel in verschiedenen Kategorien zwischen 1976 und 1999.
Auch der Regionalverband von Bragança (Associação de Bragança) erlangte gestiegene Bedeutung, insbesondere durch den Verein Clube de Ténis de Mesa de Mirandela aus Mirandela, der nun als neue Kraft im portugiesischen Tischtennis auftauchte und neun Landestitel gewann.
Den ersten europäischen Titelgewinn Portugals errang Ricardo Roberto 1994 in Paris, wo er eine Bronzemedaille im Einzel bei den Jugend-Europameisterschaften gewann. Roberto war zudem sechsmal Landesmeister im Einzel und dreimal im Doppel. Bei den Damen gelangen zuletzt Elsa Henriques mit den Meisterschaften 1997, 1998 und 1999 drei Meisterschaften in Folge.
Mit dem Finalsieg gegen die deutsche Tischtennisnationalmannschaft bei der EM 2014 im eigenen Land gewann die FPTM-Auswahl der Herren erstmals den Europatitel.

## Aktivitäten
Die FPTM betreut die portugiesische Nationalmannschaften bei internationalen Wettbewerben, darunter die Welt- und Europameisterschaften, die Olympischen Sommerspiele, und die Jogos da Lusofonia, die Spiele der Portugiesischsprachigen Welt. Auch verschiedene internationale Turniere veranstaltete die FPTM. Zu nennen ist insbesondere die Tischtennis-Europameisterschaft 2014, Austragungsort war die MEO Arena im Parque das Nações, in der Hauptstadt Lissabon.
Zudem organisiert der Verband mit dem Campeonato Nacional 1.ª Divisão die erste portugiesische Liga. Darunter folgt mit der 2.ª Divisão de Honra die dreigleisige zweite Liga, mit einer Nord-, einer Süd- und einer Madeira-Zone. Darunter schließlich folgen die vier Gruppen der dritten Liga, der 2.ª Divisão, die in eine Zona Norte, eine Zona Centro-Norte, eine Zona Centro-Sul und eine Zona Sul gegliedert ist.
Die FPTM unterhält ihr Leistungszentrum (Centro de Alto Rendimento, CAR) in Vila Nova de Gaia.

## Bekannte Spieler
- Tiago Apolónia (* 1986 in Lissabon), Europameister 2014 mit der port. Nationalmannschaft, Teilnehmer an Olympia 2008, seit 2013 beim 1. FC Saarbrücken
- Marcos Freitas (* 1988 in Funchal), Europameister 2011, Teilnehmer an Olympia 2008 und 2012, 2014 Champions-League-Sieger mit AS Pontoise-Cergy TT
- João Monteiro (* 1983 in Guarda), Europameister 2014 mit der port. Nationalmannschaft, Teilnehmer an Olympia 2008 und 2012, seit 2013 beim 1. FC Saarbrücken
- João Geraldo (* 1995 in Mirandela), Goldmedaillengewinner bei den Europaspielen 2015 mit der port. Nationalmannschaft, Portugiesischer Meister im Einzel 2015, seit 2015 beim ASV Grünwettersbach

## Organisation

### Struktur
Präsident ist Pedro Miguel Gaspar Dias Moura. Neben der Verbandsleitung mit Präsident und fünf Vizepräsidenten verfügt der Verband über eine Generalversammlung (Assembleia Geral) und fünf weitere Organe:
- Conselho Fiscal (dt.: Aufsichtsrat oder auch Kontrollrat, dreiköpfig)
- Conselho de Disciplina (dt.: Disziplinarrat, dreiköpfig)
- Conselho de Justiça (dt.: Rechtsrat, dreiköpfig)
- Conselho de Arbitragem (dt.: Schiedsrat, dreiköpfig)
- Departamento Técnico (dt. technische Abteilung, einköpfig)

Dazu kommt eine Abteilung für Behindertensport (Departamento Ténis de Mesa Adaptado), eine Abteilung für Freizeit und Breitensport (Departamento Lazer e Desporto para todos), und das zweiköpfige Sekretariat.
Räumlich ist der Verband in regionale Unterverbände (Associações) gegliedert, die sich weitgehend an den Distrikten des Festlandes und den zwei Autonomen Inselregionen Madeira und Azoren orientieren.

### Finanzen
Das Geschäftsjahr 2014 schloss die FPTM mit einem Verlust von −8.499 € ab. Gesamteinnahmen von 1.471.077 € (davon 636.265 € öffentliche Zuschüsse) standen dabei Ausgaben von insgesamt 1.479.576 € gegenüber.
Damit entspricht die Lage des Verbands der allgemein schwierigen Situation weitgehend aller portugiesischen Sportverbände, die sich bei sinkenden öffentlichen Zuschüssen um steigende Einnahmen und gesteigerte Kostenkontrolle bemühen, in einem wirtschaftlich anhaltend schwierigen Umfeld. Gründe sind die rigide Sparpolitik der Regierung und die angespannte wirtschaftliche Gesamtsituation in Portugal in Folge der Eurokrise.